# Llàtzer d'Ais
|  | Per a altres significats, vegeu «Sant Llàtzer». |

Llàtzer d'Ais (Provença, segona meitat del segle IV - Marsella, 31 d'agost de 411) fou el primer bisbe d'Ais de Provença d'existència comprovada. És venerat com a sant per diverses confessions cristianes.
El seu nom i el fet que viatgés a Palestina va donar origen a la llegenda que Llàtzer de Betània havia arribat a la Provença amb les seves germanes i havia estat bisbe de Marsella.

## Biografia
Havia estat monjo, potser a Lerins i fou nomenat bisbe d'Ais en 408 per l'emperador usurpador Constantí III, emperador en 407, i destituït a la mort d'aquest, en 411. Amb Heros d'Arle, fou el primer monjo provençal que fou nomenat bisbe. El seu nomenament, que Constantí feu per obtenir el suport de l'Església, fou polèmic, ja que succeí un episodi violent a la catedral d'Ais. L'emperador Honori envià l'exèrcit: Arle fou presa i Constantí detingut i executat, al que seguí la destitució dels dos bisbes.
Llàtzer fou excomunicat pel papa i Ais restà anys sense bisbes. Segons alguns historiadors, però, Llàtzer encara era bisbe a Ais en 413 i va fer-hi construir un baptisteri. En marxar d'Ais, Llàtzer va fer pelegrinatge a Palestina, on visqué un temps i on sembla que encara vivia el 420. Altres fonts diuen que cap al 415-416 va tornar de Palestina amb Joan Cassià i que va morir a Marsella el 31 d'agost de 441.
Probablement, l'arribada del bisbe des de Palestina és l'origen de la tradició medieval de l'arribada de Llàtzer de Betània i de les seves germanes a la Provença.

## Veneració
De fet, mai no ha estat canonitzat; la seva veneració es deu a la confusió amb Llàtzer de Betània. El bisbe d'Ais fou sebollit a Marsella, a l'Abadia de Sant Víctor. A la cripta hi havia un epitafi del segle v que indicava que s'hi trobaven les restes d'un bisbe anomenat Llàtzer. L'epitafi es coneix per transcripcions i es va perdre al segle XVII; deia: 
| « | Aquí jeu el papa Llàtzer de bona memòria, que ha viscut en el temor de Déu més o menys setanta anys i s'ha adormit en pau. | » |

Al segle VIII es va redescobrir la tomba i es va pensar que corresponia a la de Llàtzer de Betània, llegendari bisbe de Marsella, essent venerada com la de l'amic de Crist. El 972 les relíquies van ésser portades a Autun (Borgonya), pel bisbe Gerard d'Autun com si fossin les del sant de Betània, per tal d'atreure pelegrins i competir amb el proper santuari de Vézelay, on es pensava que hi havia el cos de Maria Magdalena. Les suposades restes de Llàtzer de Betània, en realitat de Llàtzer d'Ais, es van instal·lar a la catedral de Sant Nazari, que canvià el nom pel de Saint-Lazare d'Autun en 1148, quan se'n consagrà un nou edifici.
La investigació històrica ha demostrat la falsedat de la llegenda de Llàtzer de Betània, i avui les relíquies són considerades com les del bisbe d'Ais.

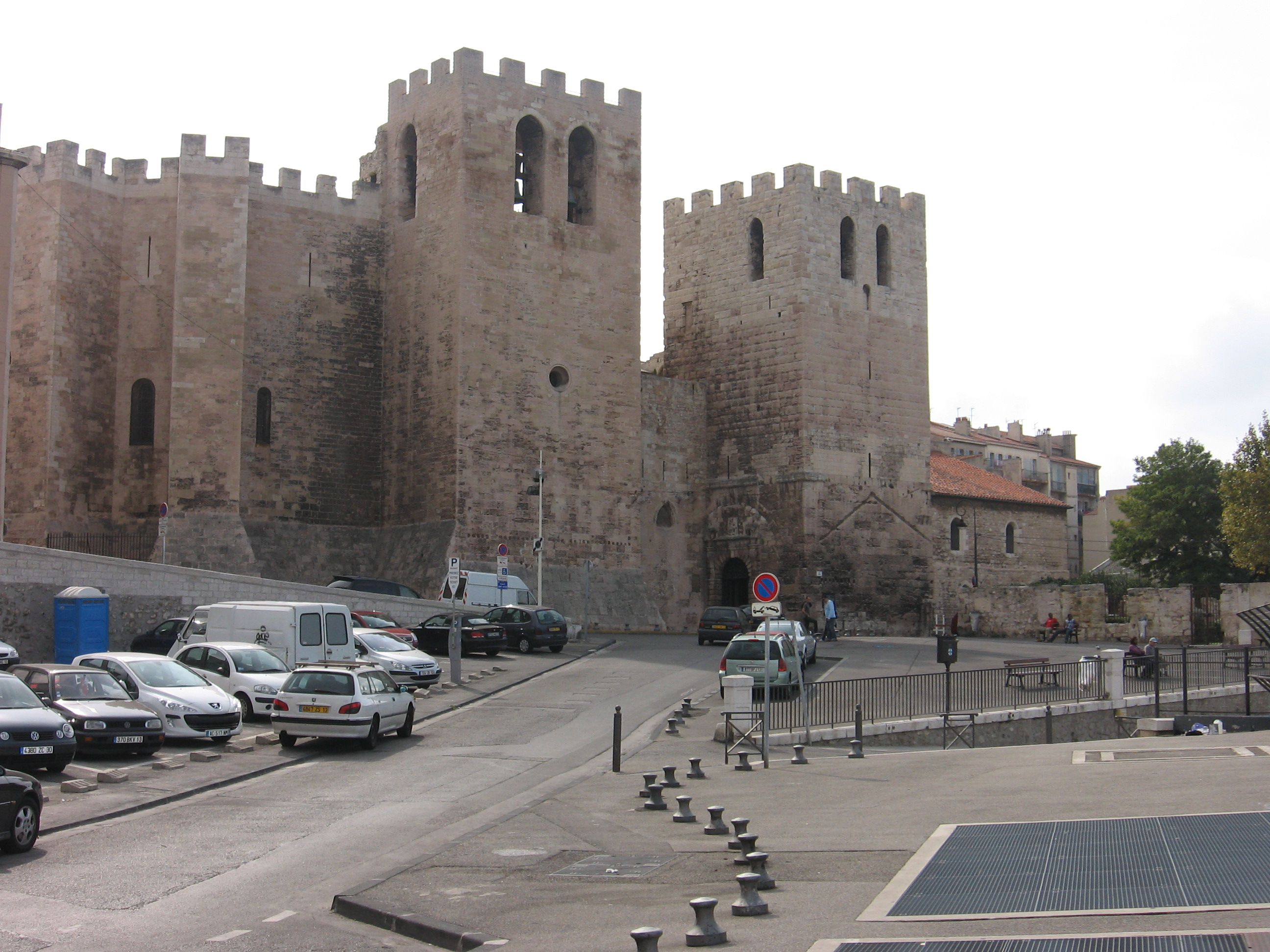
Abadia de Sant Víctor de Marsella
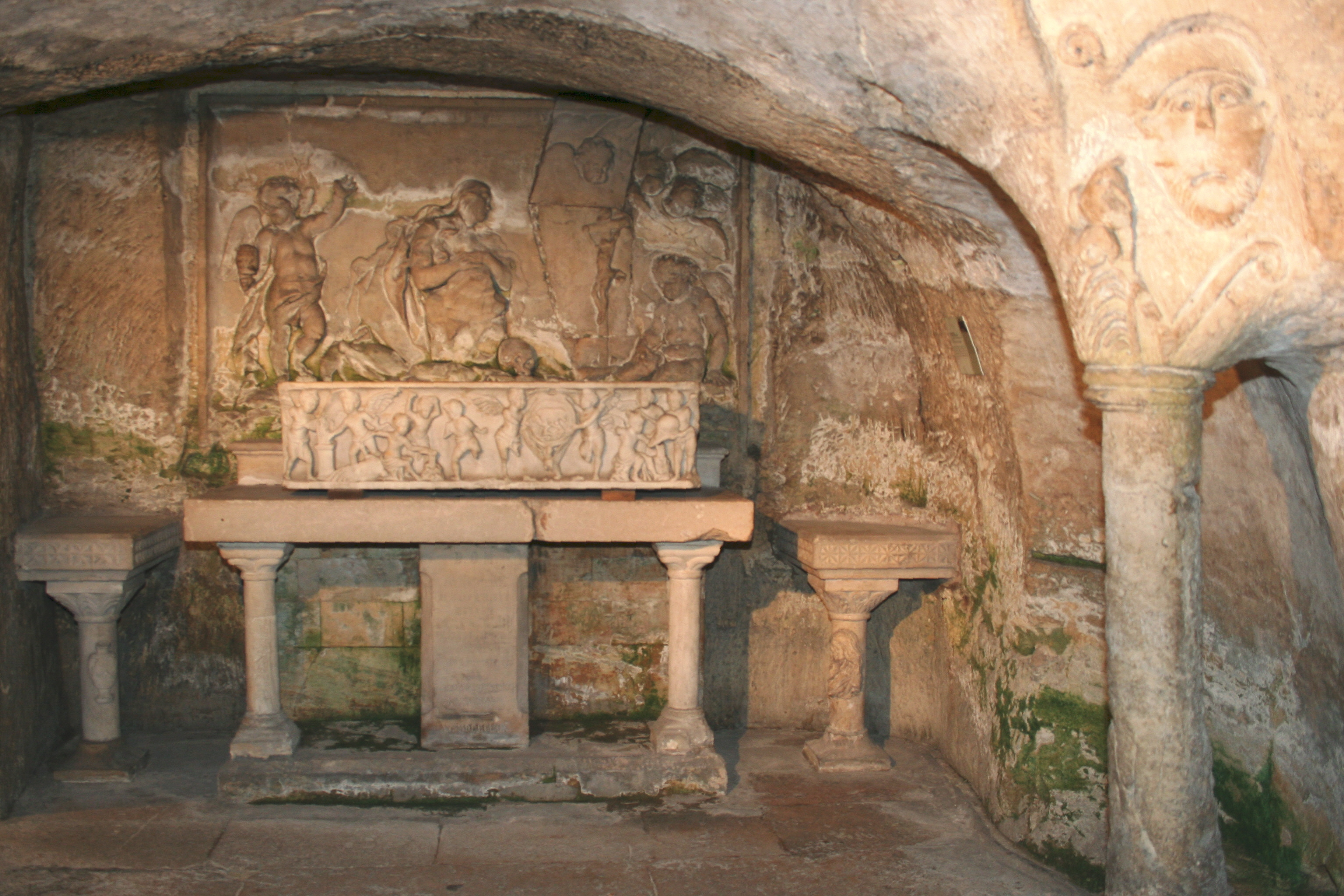
Cripta de Sant Llàtzer a Sant Víctor de Marsella, amb el sarcòfag on s'enterrà Llàtzer; el relleu del capitell correspon a Llàtzer d'Ais
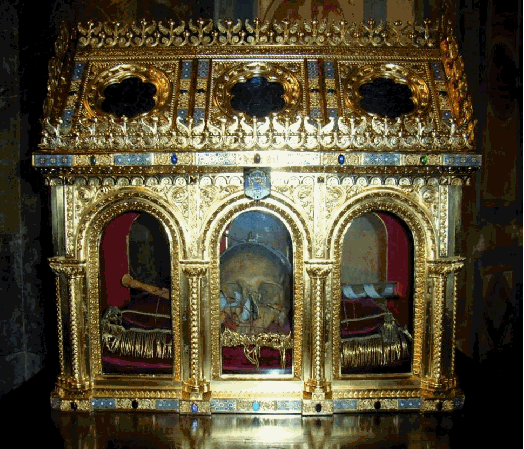
Reliquiari a la Catedral de la Major de Marsella, amb el cap i alguns ossos que es creia que eren de Llàtzer de Betània
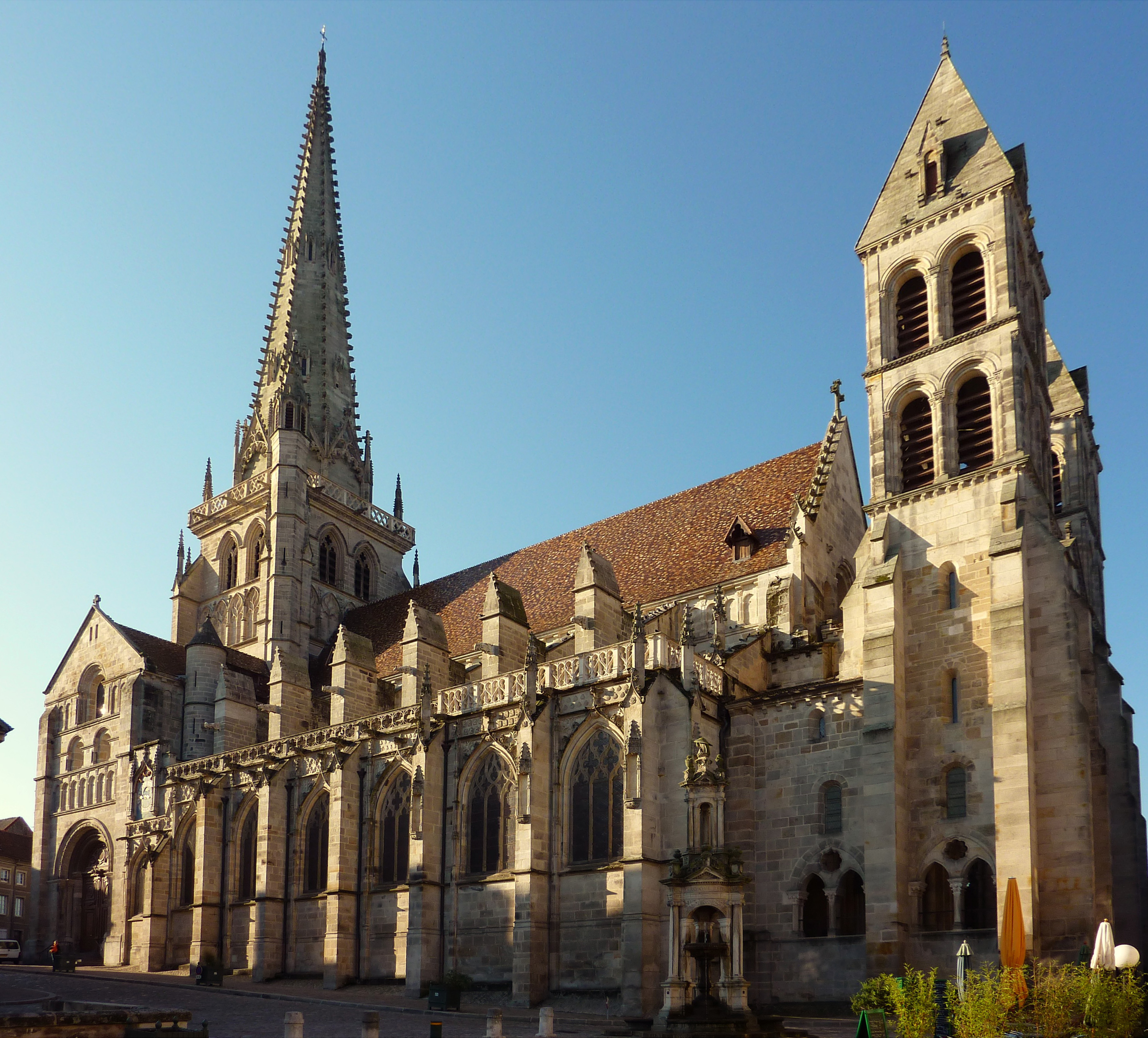
Catedral d'Autun
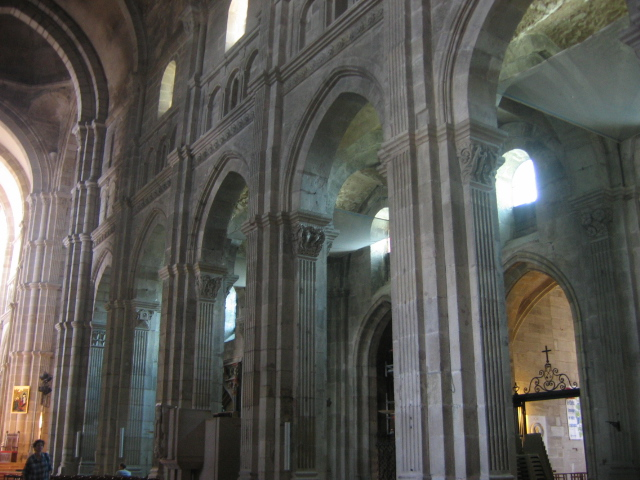
Nau de la catedral de Saint-Lazare d'Autun, on es va portar el cos del sant pensant que era el de Betània